# Beauty Trust Quality
«Beauty Trust Quality (BTQ)» — загальноукраїнський спеціалізований телеканал з телеторгівлі. Канал продає прикраси з Індії та Таїланду, а також парфуми й каву.

## Історія
Телеканал розпочав мовлення під назвою «Genuine TV» 26 серпня 2019 року, телеканал транслював не тільки телемагазин а також про сімейні ціності, нові знання та подорож.
27 липня 2023 року Національна рада України з питань телебачення і радіомовлення зареєструвала суб'єктом у сфері медіа нову юридичну особу ТОВ ТК «Фенікс-ТВ». 1 серпня «Genuine TV» провів ребрендинг у «Beauty Trust Quality». 31 серпня НацРада анулювала ліцензію ТОВ ТК «Дженьюін ТВ».
23 січня 2025 року телеканал став переможцем конкурсу на мовлення в мультиплексі MX-3 цифрової етерної мережі DVB-T2.

## Програми
- Другий шанс
- Секретний ефір від BTQ
- Топ прикрас
- Вибір ведучої
- Прем'єра. Прикраси
- Прем'єра. Нова колекція
- Вибір продюсера
- Прем'єра. Діаманти
- Розпродаж прикрас

## Мовлення

### Супутникове мовлення
| Супутник         | Стандарт | Частота | Символьна швидкість | Поляризація       | FEC | Формат зображення | Кодування |
| ---------------- | -------- | ------- | ------------------- | ----------------- | --- | ----------------- | --------- |
| Astra 4A (4.8°E) | DVB-S2   | 11766   | 30000               | горизонтальна (H) | 2/3 | MPEG-4            | FTA       |

### Етерне цифрове мовлення
| Канал               | Мультиплекс | Стандарт | EPG | Формат мовлення |
| ------------------- | ----------- | -------- | --- | --------------- |
| Мовлення планується |             |          |     |                 |
| 11                  | MX-3        | DVB-T2   | Ні  | SD 576i 16:9    |